# Jimmy Delaney
Pour les articles homonymes, voir Delaney.
Jimmy Delaney (né le 3 septembre 1914 et mort le 26 septembre 1989 à Cleland, près de Motherwell) est un footballeur international écossais, devenu par la suite entraîneur.
Il est le grand-père du footballeur écossais John Kennedy. Il fait partie du Scottish Football Hall of Fame, depuis 2009, lors de la sixième session d'intronisation.

## Biographie
Jimmy Delaney commence sa carrière professionnelle  en 1933 au Celtic Football Club de Glasgow, avec lequel il signe un contrat à durée indéterminée. En avril 1939, il doit s'éloigner des terrains durant deux ans à la suite d'une fracture du bras due à choc lors d'un match à domicile contre Arbroath FC. Une amputation est même un temps envisagée[réf. nécessaire]. Il évolue pendant treize saisons avec les Bhoys, durant lesquelles il dispute 305 matchs (toutes compétitions confondues) et remporte deux championnats d'Écosse et une coupe d'Écosse.
En 1946, il signe à Manchester United, dirigé par Matt Busby, contre la somme de 4 000 livres sterling. Il y reste quatre saisons et y remporte la FA Cup en 1948.
En novembre 1950, à 36 ans, il fait son retour en Écosse, à Aberdeen, où il débute par une lourde défaite contre Falkirk (5-1). Quelques mois plus tard, il rejoint ce dernier club pour trois mille cinq cents livres. 
Deux saisons et demie plus tard, en janvier 1954, à 39 ans, il rejoint les Irlandais du Derry City FC contre 1 500 livres sterling (un montant record pour la ligue irlandaise à cette époque), avec lesquels il remporte la coupe d'Irlande.
En 1955, il devient entraîneur-joueur au Cork Athletic FC pour une saison avant de finir sa carrière comme joueur au Elgin City FC, à près de 43 ans.

## Palmarès
Jimmy Delaney a la particularité d'avoir remporté trois coupes nationales différentes, en Écosse, Angleterre et Irlande : 
- Championnat d'Écosse : 1936 et 1938
- Coupe d'Écosse : 1937
- Coupe d'Angleterre : 1948
- Coupe d'Irlande : 1954.